# Giorgio Giaretta
Giorgio Giaretta (Cittadella, 6 settembre 1912 – Cittadella, 20 maggio 1981) è stato un calciatore italiano, di ruolo centrocampista.

## Carriera
In gioventù militò nel Cittadella; tra il 1935 e il 1940 giocò quattro stagioni con la maglia del Padova per un totale di 84 partite e 15 gol. Nella stagione 1938-1939 ha vestito invece quella della Juventus, per totale di 6 partite di campionato ed una di Coppa Italia.